# María (Roman)
María ist ein Roman des kolumbianischen Schriftstellers Jorge Isaacs.
Der einzige Roman Isaacs erschien 1867 und enthält viele autobiographische Elemente. Er gilt als eines der bedeutendsten Werke der spanischsprachigen Literatur des 19. Jahrhunderts. 

## Inhalt
Die tragische Geschichte der Liebe zwischen María und ihrem Cousin Efraín ist ein historisches Drama und Zeitdokument zugleich. Neben der idealistischen Version einer Liebe bis zum Tod und umfangreichen Beschreibungen der Heimat des Autors geht es Isaacs in „María“ um den Hintergrund der Sklaverei im Kolumbien des 19. Jahrhunderts.

## Ausgaben
- Jorge Isaacs: María (Letras hispanicas; Bd. 248). Catédra, Madrid 2004, ISBN 84-376-0610-1 (EA 1873).
- Jorge Isaacs: María. Roman; der Welterfolg aus Kolumbien („María“, 1873). Sonrrie Verlag, Norderstedt 2003, ISBN 978-3-936968-02-6.

## Verfilmung
- Máximo Calvo Olmedo (Regie): María, Kolumbien 1922 (keine Kopie erhalten)
- Tito Davison (Regie): María. 1972.